# Gestion des flux de trafic aérien

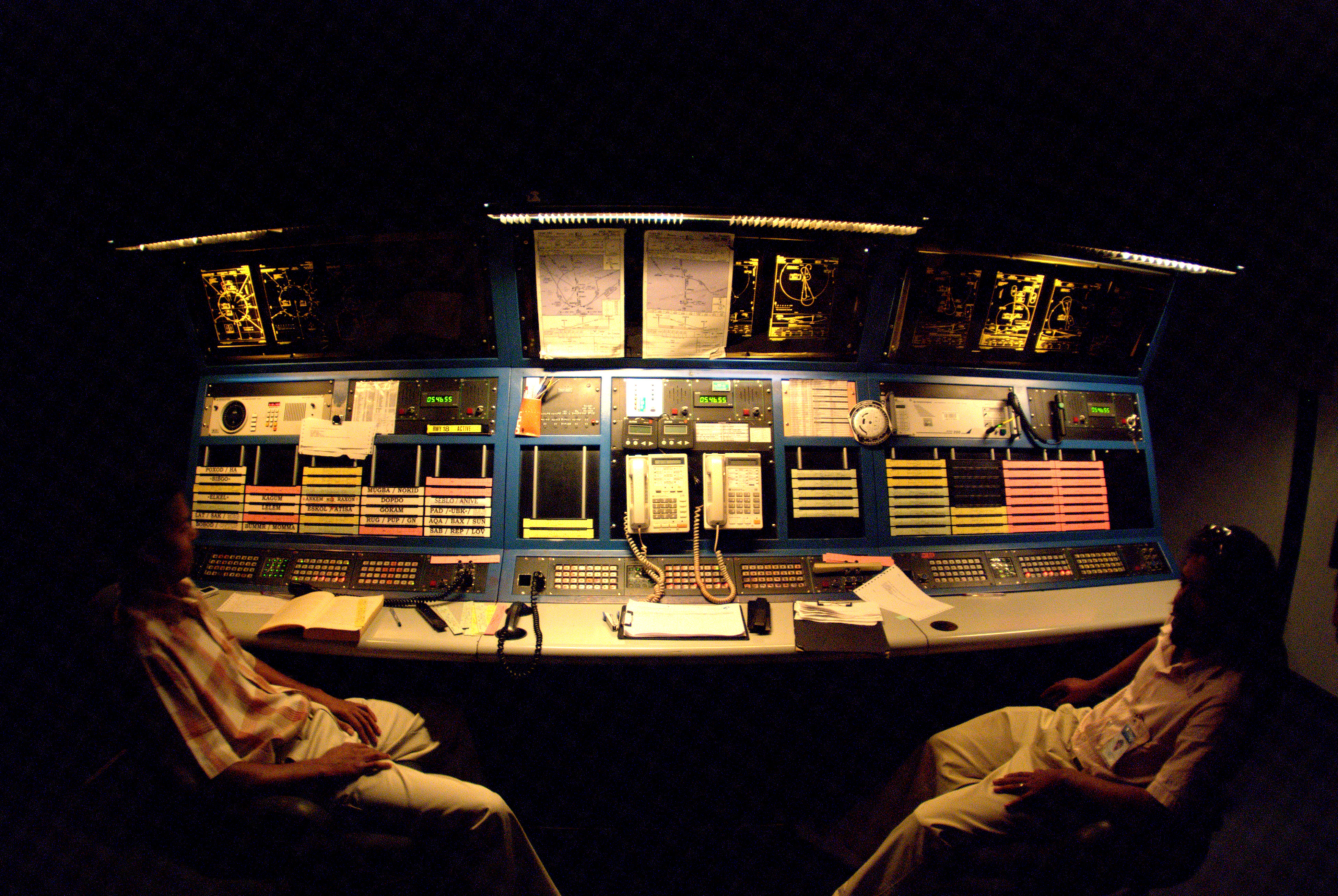
Centre de contrôle aérien de Malé. C'est depuis cette salle que tous les vols qui entrent ou sortent de l'espace aérien des Maldives sont gérés.

La gestion des flux de trafic aérien (en anglais Air Traffic Flow Management, universellement abrégé en ATFM, ou parfois : Air Traffic Flow and Capacity Management (ATFCM)), ou régulation du trafic aérien, est la partie de la gestion du trafic aérien qui vise à éviter la saturation des aérodromes et des secteurs de contrôle. Pour cela le trafic est régulé, c'est-à-dire que les vols doivent être annoncés à l'avance et que leur heure de décollage est fixée par un organisme de régulation. Cette opération a pour effet de retarder certains décollages, mais diminue le risque d'attente en vol et donc améliore globalement la ponctualité.

## Raison d'être de la gestion des flux
La capacité d'un aérodrome ou d'un secteur de contrôle est finie puisqu'un seul aéronef ne peut atterrir ou décoller sur une piste à la fois et que le contrôle aérien impose des séparations entre les aéronefs.
La capacité d'un aérodrome dépend de nombreux facteurs: le nombre de pistes disponibles, les ressources en termes de contrôle aérien mais aussi les conditions météo. En effet, le vent peut influer sur le nombre de pistes utilisables ou une faible visibilité peut nécessiter l'augmentation des distances de séparation entre les aéronefs.
La problématique de l'ATFM est à la fois simple à appréhender et difficile à résoudre : le trafic aérien connaît une croissance soutenue alors que l'espace aérien disponible reste grossièrement le même, même si les progrès techniques tels que l'adoption du Minimum de séparation verticale réduit dans certaines parties du monde, et la gestion de l'espace aérien en améliorent progressivement l'utilisation.
Il s'agit donc d'optimiser les flux de trafic pour garantir la ponctualité des vols. De plus, le système de régulation doit s'adapter le plus rapidement possible à des aléas opérationnels (météo, grèves, incident dans un aéroport, etc).

## Bref historique en Europe
En Europe, les débuts de la régulation du trafic remontent au début des années 70. Les flux de trafic aérien ont d'abord été gérés de façon décentralisée, à l'échelle nationale. Ainsi, en France l'entité chargée de cette tâche était la Cellule d'Organisation et de Régulation du Trafic Aérien (CORTA) créée en 1972 à Athis-Mons.
Avec la croissance du trafic aérien, il s'est avéré rapidement que la ponctualité des vols était un problème majeur du transport aérien et qu'il était aggravé par l'absence de coordination entre les différentes entités gestionnaires. Aussi, depuis 1988, une approche centralisée à l'échelle européenne a été adoptée avec la création par Eurocontrol de la Central Flow Management Unit (CFMU) sur son site de Bruxelles. La CFMU gère l'ensemble des flux de trafic pour tous les pays adhérents d'Eurocontrol, et est progressivement venue se substituer aux entités nationales d'origine dans les pays qui en possédaient. Une cellule interlocutrice de la CFMU a été alors créée dans chaque centre de contrôle aérien en Europe, pour l'alimenter en informations.

## Les acteurs de l'ATFM en Europe
- Un organisme central : la CFMU ;
- les organismes de contrôle : les centres en route (ACC) disposent chacun d'une Flow Management Position (FMP) qui effectue le lien entre la CFMU, l'ATC et les AO. Ce sont des annexes décentralisées de la CFMU servant de relais auprès des centres de contrôle ;
- les usagers : essentiellement les compagnies aériennes usuellement désignées par le terme Aircraft Operators (AO).Elles sont chargées de prendre connaissance et de tenir compte des mesures de régulation diffusées par la voie de l'information aéronautique. Elles peuvent aussi être consultées pendant la phase stratégique afin d'optimiser les mesures qui seront prises.

## Objectifs de l'ATFM
1. Adapter le flux de trafic à la capacité en prévenant les surcharges et en lissant l'écoulement du trafic ;
2. Garantir la sécurité des vols ;
3. Limiter les contraintes sur le trafic ;
4. Limiter les retards.

Il est à noter que l'organe de régulation rend donc un double service vis-à-vis d'acteurs différents du trafic aérien :
Le lissage de l'écoulement du trafic est essentiellement un service envers le contrôle aérien puisqu'il s'agit en fait de lisser la charge de travail des contrôleurs aériens pour leur permettre d'assurer au mieux la sécurité des vols.
La limitation des contraintes et retards est un service envers les AO pour leur faciliter la planification des vols, minimiser les surcoûts d'exploitation (allongement des trajectoires, gaspillage des ressources à cause des retards, etc.)

## Principes de l'ATFM en Europe
La capacité ATC d'un centre de contrôle en route (ACC) est définie comme le nombre d'unités de contrôle simultanément ouvertes. La capacité ATC d'un secteur de contrôle est définie comme le nombre maximal d'aéronefs par heure permettant un écoulement sûr et ordonné du trafic dans ce secteur.
L'ATFM est donc le service destiné à contribuer à la sécurité et l'écoulement sûr et rapide de la circulation aérienne en faisant en sorte que la capacité ATC soit utilisée au maximum et que le volume de trafic soit compatible avec les capacités déclarées par l'autorité ATS compétente.
Si la demande excède la capacité, les courants de trafic sont dirigés de manière que cette capacité ne soit pas dépassée. Comme il est difficile et peu économique d'arrêter un avion en l'air, on préfère le faire attendre au sol jusqu'à ce que les secteurs se trouvant sur son plan de vol offrent à nouveau une capacité suffisante. On met donc en place une régulation du trafic par le biais de créneaux au départ des aérodromes concernés à la suite d'un dialogue entre les usagers (AO) et les organes de régulation (FMP, CFMU).
D'autres solutions peuvent également être utilisées, comme le changement de route ou d'altitude d'un certain nombre de vols.

## Processus d'une régulation en Europe
Elle se déroule en trois phases :
- Phase Stratégique (de 1 an à J-7) : On analyse des prévisions de demande et de capacité. On évalue les problèmes éventuels et les solutions pour y remédier. Le Capacity Plan qui assigne à chaque centre de contrôle des objectifs de capacité est élaboré pendant cette phase ainsi que les schémas de routage qui décrivent les routes à suivre en fonction de l'origine et de la destination.
- Phase Pré-tactique (J-6 à J-1) : Les mesures globales de gestion des flux (reroutements et régulations aux décollages) sont décidées pendant cette phase et rendues publiques par la diffusion de l'ATFM Notification Message (ANM) à l'attention des AO et de l'ATC. L'ANM est basé sur les prévisions de trafic et les archives de la CFMU et décrit le ATFM Daily Plan (ADP).
- Phase Tactique (J) : Le jour de l'opération, en coordination avec les FMP, l'ADP est actualisé en fonction des conditions réelles. L'ADP est appliqué à travers la gestion des reroutements et l'allocation des créneaux au décollage[1].

Tous les plans de vol IFR intéressant l'Europe sont déposés à la CFMU. 
L'heure de départ d'un vol (ou plus précisément l'heure estimée de repoussage : Estimated Off Block Time (EOBT)) est spécifiée sur le plan de vol déposé par l'AO à la CFMU.
Les vols soumis à régulation doivent être déposés au moins 3 heures avant l'(EOBT) et les vols non soumis à régulation seulement 1 heure avant l'EOBT.
Dans le cas où la CFMU alloue un créneau à un vol soumis à régulation, la CFMU envoie à l'AO un Slot Allocation Message (SAM) environ 2 heures avant l'EOBT dans lequel est spécifié le Calculated Take-Off Time (CTOT : nouvelle heure de décollage estimée en tenant compte de la régulation). Ce CTOT est calculé par la CFMU grâce à l'outil CASA (Computer Assisted Slot Allocation). Si un vol est soumis à plusieurs régulations, la plus pénalisante s'applique.